# Palácio Eszterháza (Eisenstadt)

O  Palácio Eszterháza em Eisenstadt (em alemão: Schloss Esterházy) é um palácio da Áustria situado na cidade de Eisenstadt, a capital do estado de Burgenland.

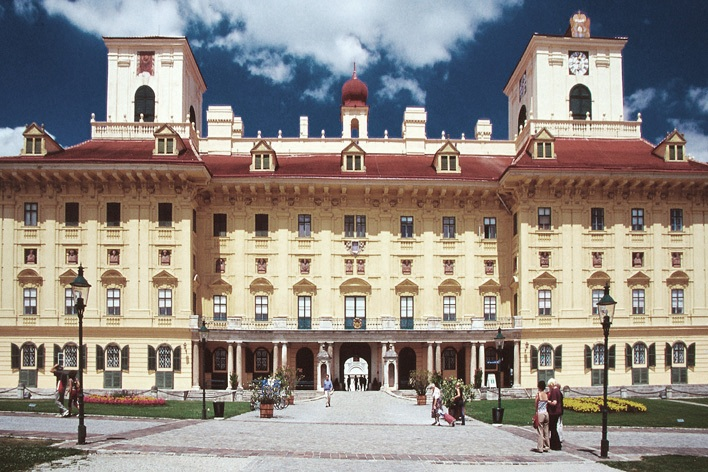
Fachada do Palácio Eszterháza em Eisenstadt.

O edifício começou a ser construído no final do século XIII e chegou à posse da Família Eszterháza em 1622. O palácio está actualmente na posse indirecta (através de consórcios) da Princesa Melinda Eszterháza. O palácio disponibiliza uma adega, loja de presentes, visitas guiadas e concertos na famosa Haydnsaal.   

## História do Palácio Eszterháza

### História Inicial
Em 1364 o palácio chegou à posse da poderosa Família Kanizsai, tendo consequentemente experimentado um desenvolvimento substancial.
Em 1371, devido a uma permissão do Rei Luís I da Hungria, a família construiu uma muralha em torno do castelo, a qual fechava toda a cidade de Eisenstadt.
Em 1622 a propriedade chegou à posse da Família Eszterháza.

### Época Barroca (1633-1672)
Depois da morte do Conde Ladislau Eszterháza na Batalha de Vezekény, em 1652, o seu irmão mais novo, Paulo Eszterháza, herdou o palácio. As adições feitas neste período demoraram quase dez anos a ficar concluídas e deram à fachada do palácio a aparência que tem actualmente. 
As ricas decorações em estuque foram feitas pelo mestre italiano Andrea Bertinalli.

### Mudanças no Século XVIII
O período do barroco tardio deixou poucos traços no Palácio Eszterháza. No século XVIII, apenas o desenho interior e as escadarias sofreram mudanças. Muitas das áreas foram equipadas com fornalhas e tectos estucados. O único grande trabalho de construção foi a renovação das duas escadarias principais, as quais se mantiveram inalteradas até à actualidade.

### Época Clássica

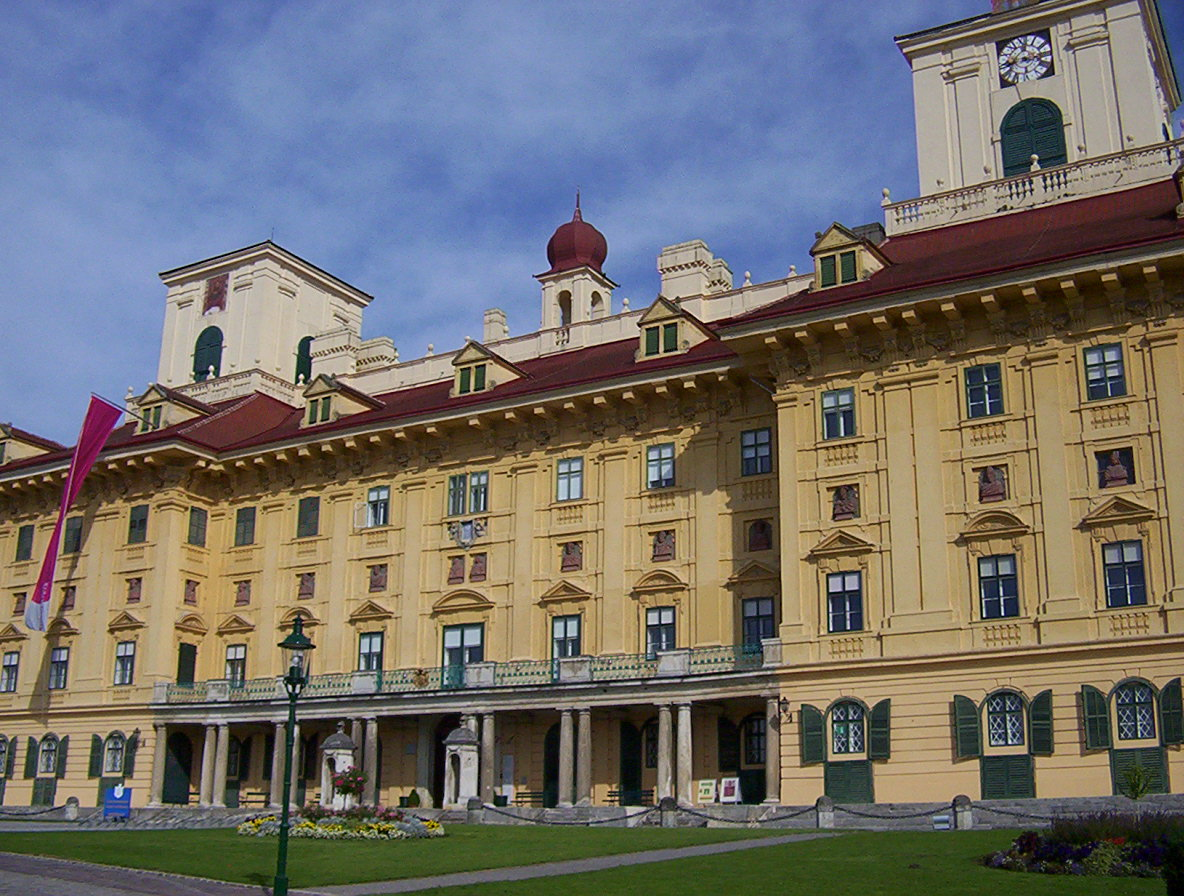
Fachada do Palácio Eszterháza.

O Príncipe Anton Eszterháza fez construções consideráveis, apesar de ter sido chefe da família durante pouco tempo (1790-1794).
Sob Nikolaus II, filho de Anton Eszterháza, a residência foi convertida ao classicismo. Nikolaus teve sucesso na aquisição dos serviços do mais conhecido arquitecto francês da revolução clássica, Charles Moreau. Moreau queria conservar o estilo barroco apenas no coração do edifício, tendo feito extensas renovações e acrescentos ao palácio em estilo clássico. O lado este serviu para acomodar o teatro e a ópera, enquianto que o lado oeste serviu para instalar a galeria de pintura dos Eszterháza. Entre as duas torres a norte, a galeria do jardim é a aninciadora da magnífica Haydnsaal da actualidade. Como entrada para esta galeria, Moreau construiu uma poderosa entrada com rampas espaçosas em cada extremo, repousando em vinte colunas coríntias.
Em 1809, os planos de renovação tiveram que ser drasticamente reduzidos. O grande endividamento do Príncipe devido às Guerras Napoleónicas, assim como o grandioso estilo de vida da sua Corte não permitiram a construção de partes do palácio.
No final do século XIX  começaram os trabalhos de renovação. No início do século XX poucas mudanças foram feitas.
O ano de 1945 trouxe sérias mudanças ao propósito do palácio. Depois da Segunda Guerra Mundial, o gabinete do governo do estado federado de Burgenländi e, mais tarde, a corte nacional, ficaram acomodados no palácio durante dez anos. Em 1969, o governo do estado federado de Burgenländi arrendou as principais partes do edifício.

## A Haydnsaal

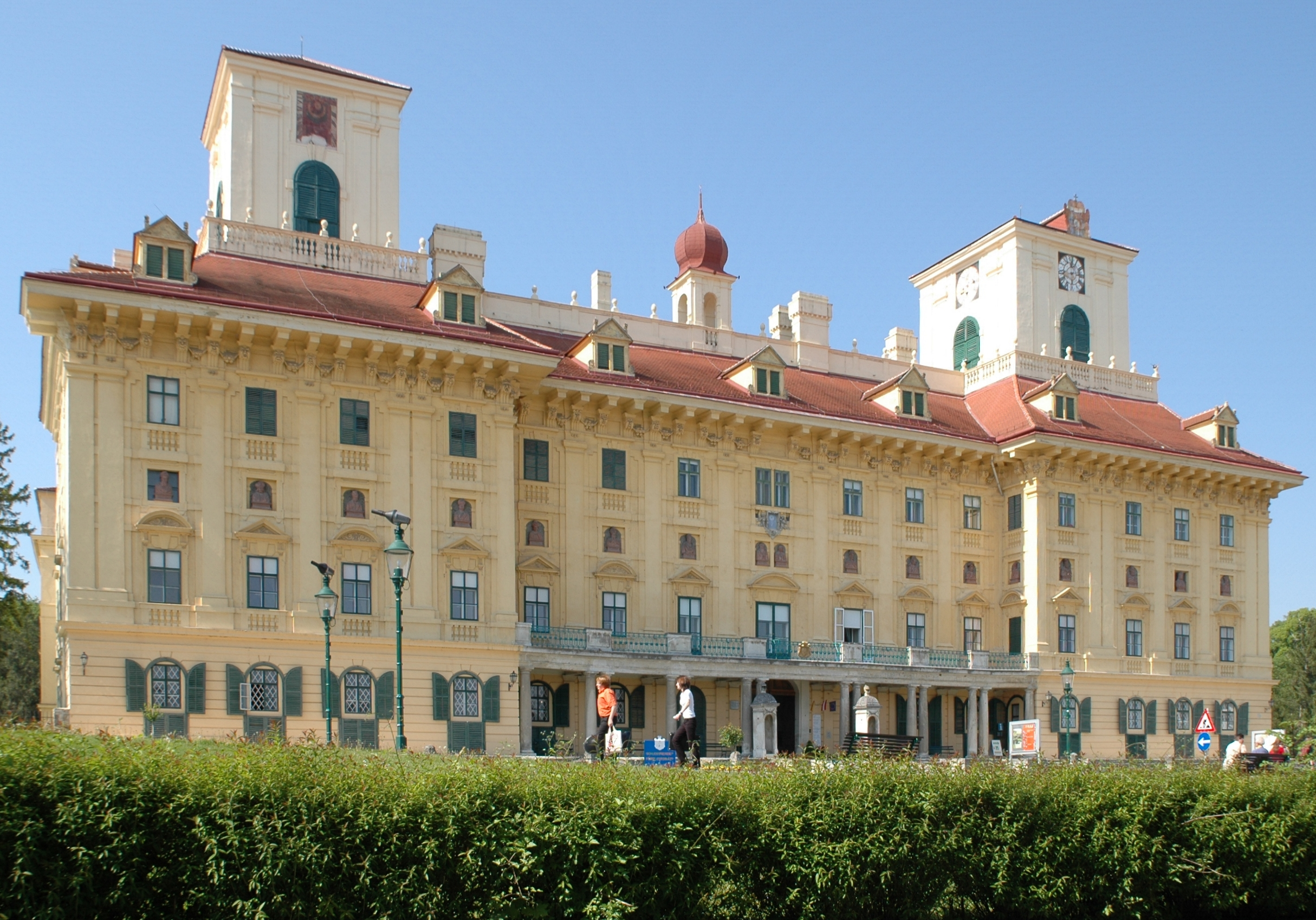
Fachada do Palácio Eszterháza.

A Haydnsaal, originalmente a grande sala que servia a múltiplos propósitos, como festivais e banquetes, é uma obra de arte, por si só, dentro do Palácio Eszterháza. Com o seu tamanho e esplendor de ornamentos, reflecte o domínio político, económico e cultural da Família Eszterháza]]. Actualmente situase entre as mais belas e acústicamente mais perfeitas salas de concertos do mundo. O seu nome homenageia o famoso compositor Joseph Haydn, o qual trabalhou durante quase quarenta anos para a Família Eszterháza. Muitos dos seus trabalhos foram compostos e estreados em Eisenstadt e no próprio Palácio Eszterháza.
A Haydnsaal foi instalada por ordem de Paulo Eszterháza, integrado na fase de construção barroca (1663-1672). Fez parte dos planos realizados pelo italiano Carlo Martino Carlone e cobriu a maior parte da ala norte. Ergue-se através de três andares, pelo que no lado voltado para o pátio foram colocadas três janelas umas sobre as outras.

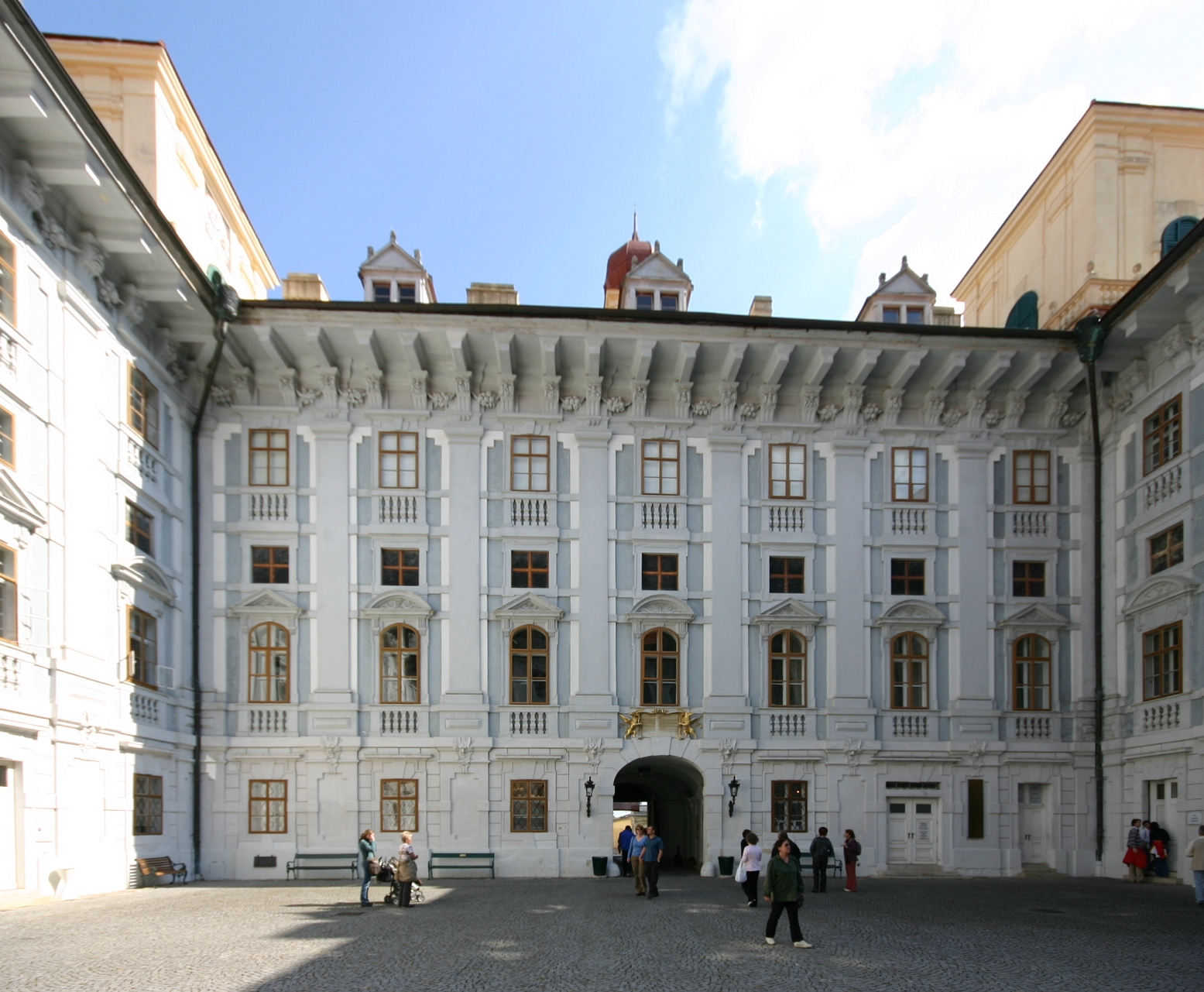
Pátio interno do Palácio Eszterháza

No início do período de mudanças para o classicismo, em 1803, a Sala do Jardim estendia-se ao longo do lado norte, em frente à Haydnsaal. As janelas instaladas previamente foram tapadas com tijolos. Friedrich Rhode, o pintor da Corte, decorou os recessos restantes com festões em estilo Biedermeier. Foram providenciadas aberturas nas paredes de alvenaria em ambos os extremos, este e oeste, seladas por dois grandes nichos e servindo de via de acesso à planeada ala da ópera/teatro e galeria. Subsequentemente foram erguidas duas galerias, suportadas por quatro colunas de madeira coroadas com capitéis em forma de palma. Duas girândolas (castiçais) adornam a parede este da magnífica sala.
Os únicos frescos da sala são originários do século XVII, tendo sido atribuídos ao pintor Carpoforo Tencalla.

Os esplêndidos murais e pinturas dos tectos representam cenas da "Metamorfose" da autoria do poeta e filósofo da Roma Antiga Apuleio (século II). Os três segmentos centrais e os seis painéis das volutas rectangulares retratam cenas da novela satírica "Cupido e Psiquê". Os painéis centrais representam o casamento de Cupido e Psiquê na presença dos Deuses do Olímpo, enquanto que nos painéis rectangulares foram fixadas cenas da vida dos dois. Representadas nos painéis da voluta cruciforme encontram-se cenas tiradas do mito que rodeia as "Maças Douradas de Hespérides". Interspaçados entre os frescos do tecto encontram-se os brasões da família Eszterháza (condes e uniões). Trabalhados nos medalhões da voluta com recurso às técnicas grisaille encontram-se caracteres alegóricos femininos simbolisando os "Países da Coroa de Santo Estevão". Os medalhões que embelezam as paredes, da autoria do pintor da Corte Friedrich Rohde (1793), retratam bustos dos monarcas húngaros desde o Rei Estevão I da Hungria até ao Imperador Leopoldo I. Os 18 bustos em arenito que se vêem na fachada principal fazem parte da mesma série.

## As salas de aparato
O arquitecto francês Charles Moreau instalou no edifíco, no período compreendido entre 1803 e 1809 um conjunto de salas de aparato em diferentes estilos.